# Ashley Leggat
Ashley Leggat (Hamilton, Ontario, 26 de septiembre de 1986) es una actriz canadiense, conocida por su papel destacado en Life with Derek como Casey MacDonald, "Brittany MacMillan" en la serie de Discovery Kids Darcy's Wild Life (La vida salvaje de Darcy) y es "Kelly" en el canal CBC 11 Cameras.
Es estudiante de ballet clásico, pointe, tap, acro musical y Hip-Hop; ha ganado varias medallas honrosas en varias competiciones de EE. UU..
En 2004 ganó el título Miss Dance en el concurso Dance, Dance, Dance.

## Biografía
Ashley Leggat nació en Hamilton, Ontario, Canadá y tiene raíces escocesas e irlandesas por la familia de su madre.
Cuando sólo tenía 5 años, participó en la serie estadounidense Kat Adams en el canal Disney. Hizo un papel en la popular serie Real Kids, Real Adventures, y también radio teatro para la CBC, llamada Articles of Faith, así como apareció en Matthew Broderick. La serie cómica The Blobheads, y la serie de fantasía The Zack Files. En 2005, Leggat participó en un corto de Moze Mossanen, Roxana, parte de la serie de la CBC Opening Night.
En 2004, Ashley apareció en Confessions of a Teenage Drama Queen, junto a Lindsay Lohan y Megan Fox, con el papel de Marcia Street, amiga de Fox.
En teatro, fue muy aclamada su interpretación de Frances "Baby" Houseman en el montaje teatral de Dirty Dancing escenificado en Toronto.
También ha hecho un cameo en Aaron Stone, junto con un nuevo canal Disney XD en Disney Channel. Asimismo ha aparecido en la película Vacaciones con Derek (que forma parte de la serie Life with Derek) estrenada en 2011.

## Filmografía
| Año       | Título                               | Personaje         | Varios                              |
| --------- | ------------------------------------ | ----------------- | ----------------------------------- |
| 2000-2001 | I Was a Sixth Grade Alien            | Stacey            | 4 episodios                         |
| 2000-2001 | In a Heartbeat                       | Michelle          | 3 episodios                         |
| 2001      | What Girls Learn                     | Libbie            | para televisión (Showtime Networks) |
| 2002      | The Zack Files                       | Kristen           | 1 episodio                          |
| 2003      | The Music Man                        | Actriz/bailarina  | no acreditada                       |
| 2004      | The Blobheads                        | Misty             | 2 episodios                         |
| 2004      | Confessions of a Teenage Drama Queen | Marcia Street     | Papel Secundario                    |
| 2004      | A Very Married Christmas             | Danielle          | para televisión (CBS Television)    |
| 2004      | Ace Lightning                        | Kat Adams         | 2.ª Temporada                       |
| 2005—2009 | Life with Derek                      | Casey McDonald    | Protagonista                        |
| 2005—2006 | El mundo salvaje de Darcy            | Brittany McMillan | 5 episodios / Ocasional             |
| 2006-2006 | 11 Cameras                           | Kelly             | Protagonista                        |
| 2008      | The Latest Buzz                      | Ella misma        | Adicional                           |
| 2010      | The Jerk Theory                      | Britney           | Pequeño papel                       |
| 2010      | Aaron Stone                          | Desconocido       | Estrella invitada                   |
| 2010      | Made: The Movie                      | Tiffany           | Adicional                           |
| 2010      | Vacaciones con Derek                 | Casey McDonald    | Protagonista                        |
| 2010      | Unnatural History                    | Whitney Coleman   | 1 episodio                          |
| 2011      | Dark Secrets                         | Ashley Dunnfield  | Telefilm                            |
| 2011      | My Dog's Christmas Miracle           | Chloe Walters     |                                     |
| 2011-2012 | Totally Amp'd                        | Zoe               | Protagonista                        |
| 2012      | Mentes criminales                    | Sloan             | 1 episodio                          |
| 2012      | The Good Witch's Charm               | Tara              | Telefilm                            |
| 2013      | The Perfect Boss                     | Renee Renfro      | Protagonista                        |
| 2013      | The Good Witch's Destiny             | Tara              | Telefilm                            |
| 2014      | The Good Witch's Wonder              | Tara              | Telefilm                            |
| 2015      | The Next Step                        | Ella misma        | Tercera Temporada                   |